# Liogenys bicuspis
Liogenys bicuspis är en skalbaggsart som beskrevs av Moser 1919. Liogenys bicuspis ingår i släktet Liogenys och familjen Melolonthidae. Inga underarter finns listade i Catalogue of Life.